# 7611 Hashitatsu
7611 Hashitatsu (1996 BW1) là một tiểu hành tinh vành đai chính được phát hiện ngày 23 tháng 1 năm 1996 bởi T. Kobayashi ở Oizumi.